# Casa degli Omenoni

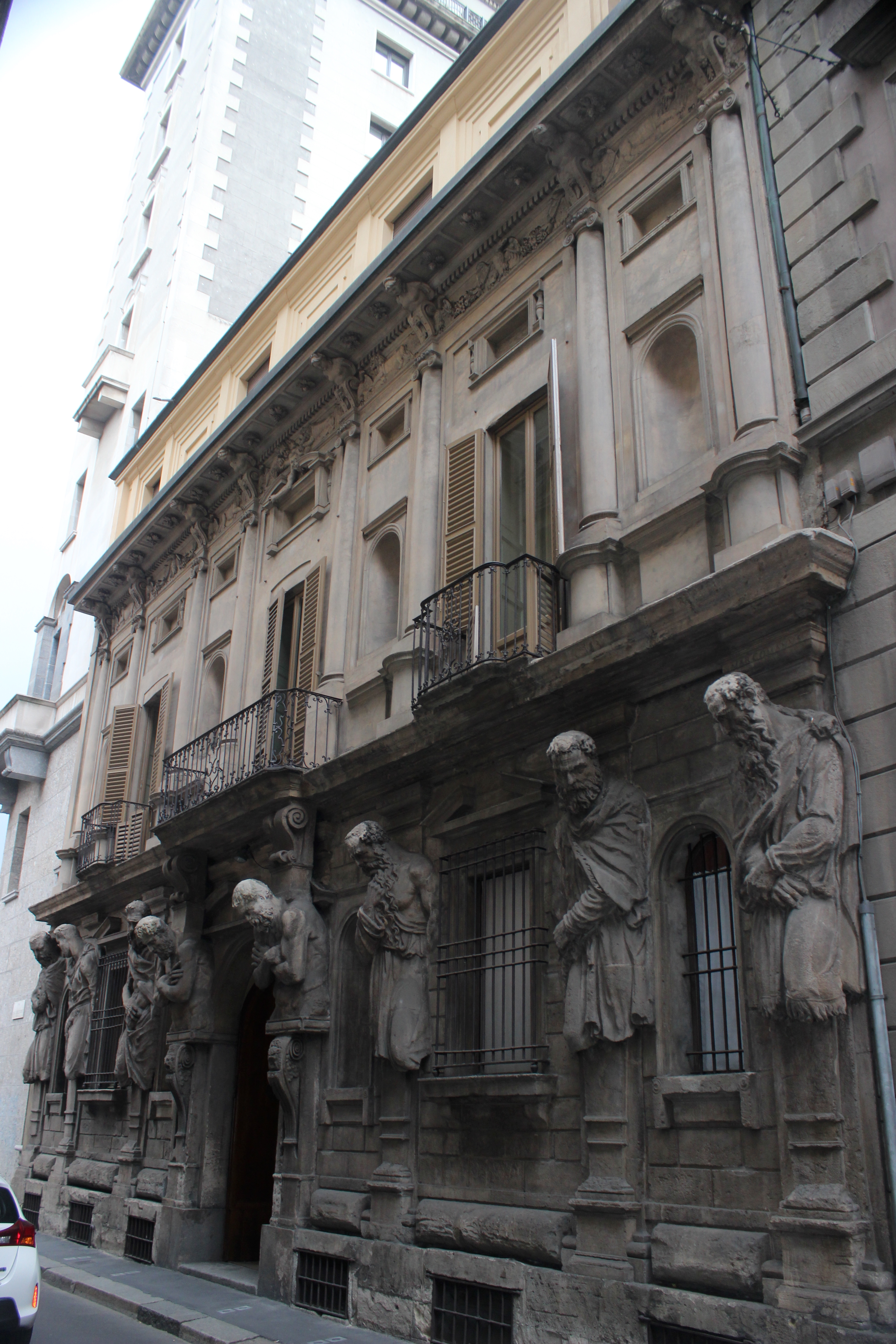
Gevel in de Via Omenoni nr. 3

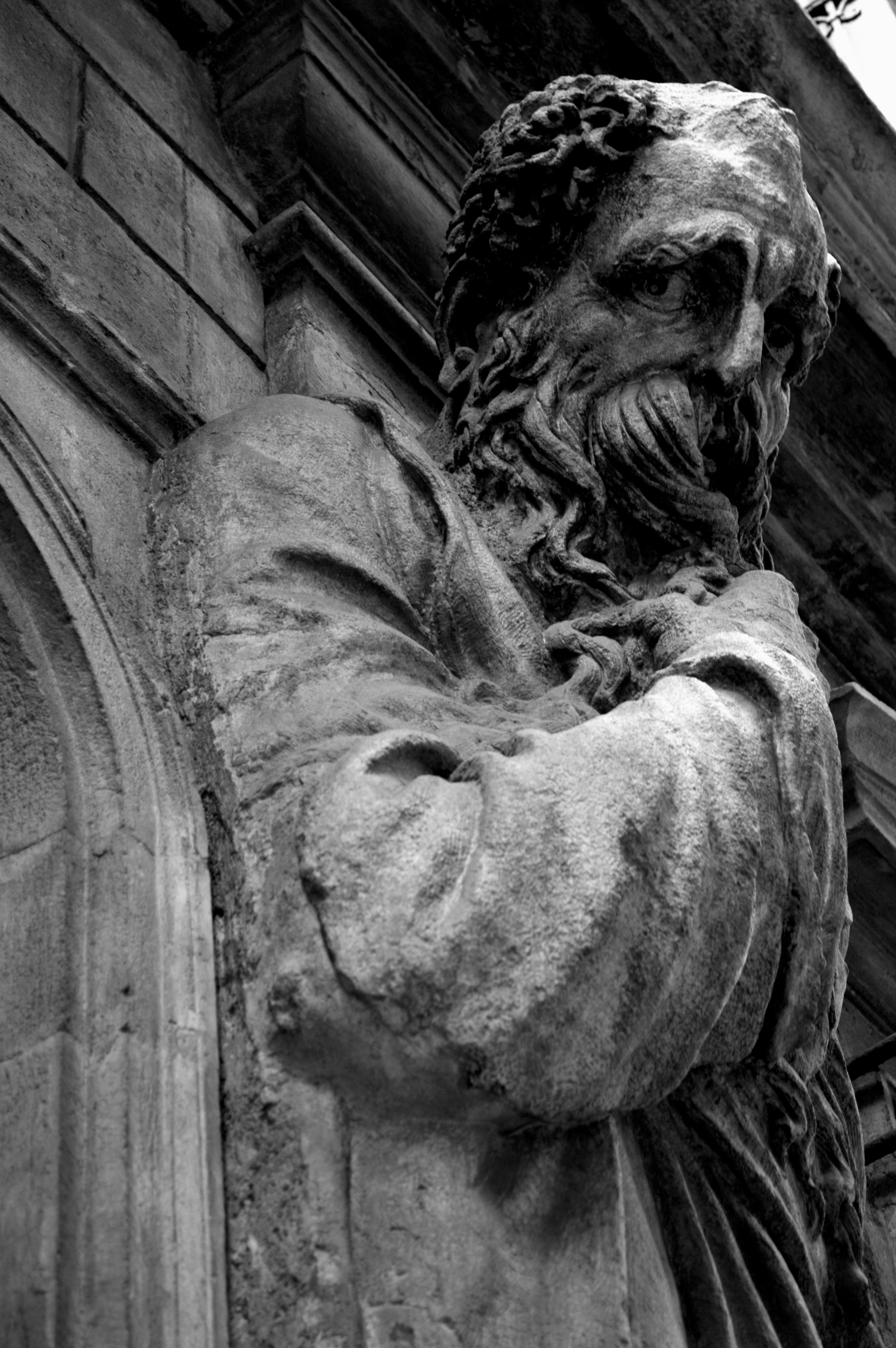
De barbaar Parthus

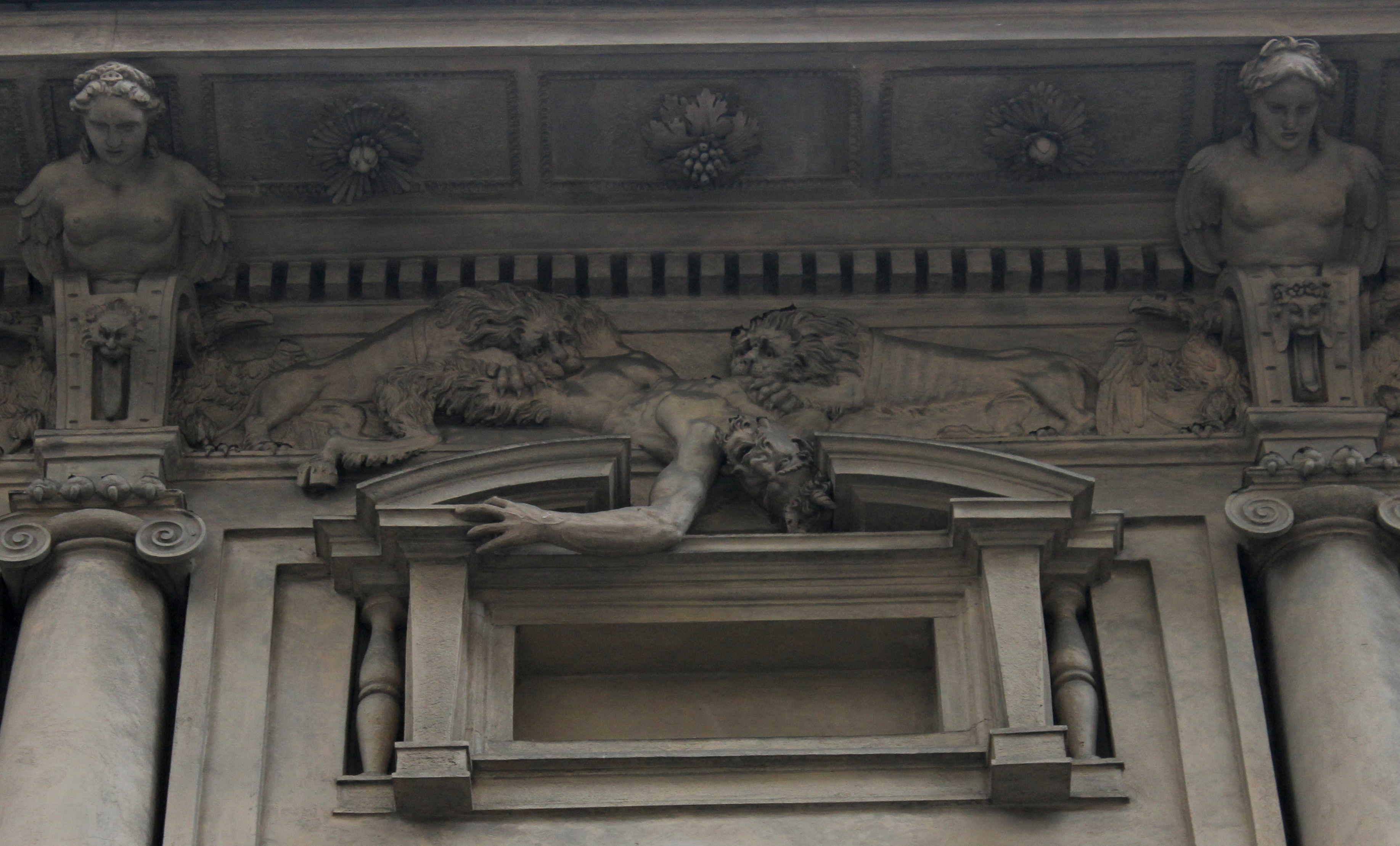
Het reliëf met de leeuwen die een sater aanvallen

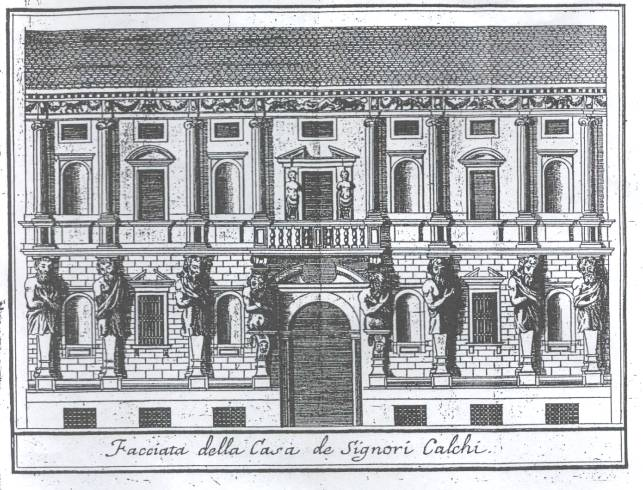
De gevel vóór transformatie op een prent in Descrizione di Milano van Lattuada Serviliano (1738)

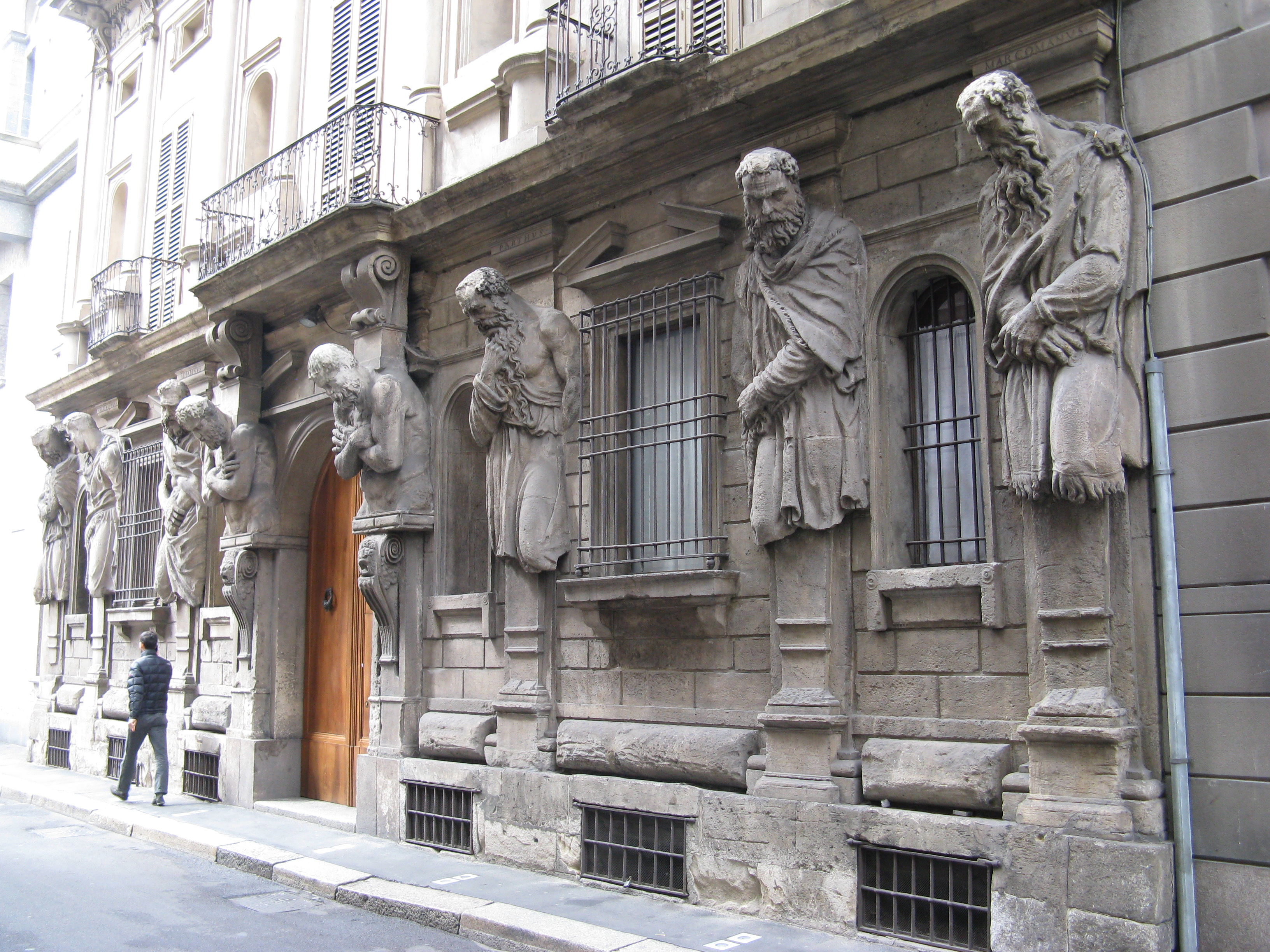
De acht kolossale gevelbeelden

Het Casa degli Omenoni of het Palazzo Leoni-Calchi is een 16e-eeuws renaissancepaleis in Milaan, ontworpen door de sculpteur Leone Leoni voor zichzelf. De naam is Milanees dialect voor 'Huis van de Grote Mannen' en verwijst naar de kolossale gevelbeelden.

## Geschiedenis
Leoni behoorde tot het selecte kransje kunstenaars die rijk werden van hun beroep. De beslissende stap daartoe was het verkrijgen van opdrachten voor Habsburgerportretten. Voor het uitwerken hiervan – zijn eerste beeldhouwwerken op groot formaat – verbleef hij in 1549-1550 bij keizer Karel V op het Koudenbergpaleis in Brussel. De keizer hield hem vaak urenlang gezelschap en maakte hem ridder en edelman. Leoni greep hun goede verstandhouding aan om te vragen dat hem het geconfisqueerde huis van Jacopo Antonio da Prato, in de chique buurt van Milaan, zou worden geschonken als werkplaats. Nog vóór zijn vertrek was het in orde.
Hij vestigde er zijn atelier, maar vatte grootsere plannen op. Dankzij de keizerlijke en hertogelijke patronage groeide zijn vermogen aan tot het punt waarop hij een aristocratische residentie kon optrekken, een Casa magna zoals hij het noemde. Voor deze uitbreiding-herbouwing kocht hij belendende panden aan en vroeg hij in 1565 toestemming aan de Senaat van Milaan. In maximum twee jaar tijd waren de werken klaar. Vooraf stuurde hij plannen aan zijn vriend Antoine Perrenot de Granvelle, want zijn gebruik van keizerlijke symboliek was niet eerder vertoond in een dergelijke context. Maar hij kwam er blijkbaar mee weg. Het stadspaleis was bedoeld om zijn nieuwe status van edelman en zijn eruditie uit te stralen. Het verwees niet direct naar zijn kunstenaarsberoep en het bevatte niet langer een werkplaats. Voortaan was het een residentie waar hij zijn verzameling kunst en antiquiteiten kon uitstallen.
Het complexe iconografische programma toonde de eruditie van Leoni. Centraal stond de figuur van Marcus Aurelius, die zowel in zijn keizerlijke triomf als in zijn stoïcisme geassocieerd werd met keizer Karel V. Leoni moet hiervoor haast zeker geput hebben uit het Gouden boek van Antonio de Guevara, dat weliswaar een soort vervalsing was maar zeer populair. Met pauselijke toestemming maakte hij een replica van het ruiterstandbeeld van Marcus Aurelius, die hij in het midden van de binnenkoer plaatste, omringd door andere afgietsels van antieke beeldhouwwerken. De kolossale beelden op de gevel stelden volgens inscripties de "barbaarse" stammen voor die Marcus Aurelius had overwonnen: Suevus, Quadus, Adiabenus, Parthus, Sarmata en Marcomanus. Visueel waren ze geïnspireerd op de zaalsculpturen van Jacques Dubroeucq die Leoni gezien had in het Paleis van Binche. Hij liet ze uitvoeren door Antonio Abbondio.
Met hun kunstcollectie staken de Leoni's de grootste aristocraten van Milaan naar de kroon. De inventarissen vermelden zo'n 135 schilderijen, waaronder werk van Parmigianino, Correggio, Titiaan, Tintoretto, Luini en El Greco, naast 147 tekeningen en het merendeel van de notitieboeken van Leonardo da Vinci (later samengevoegd tot de Codex Atlanticus). De fraaiste stukken kregen een plaats in de achthoekige studie, een innovatieve ruimte. Op de binnenkoer was er het monumentale ruiterstandbeeld en ook onder de arcaden waren plaasterafgietsels opgesteld, waaronder de Pietà van Michelangelo.
Het huis werd onmiddellijk beroemd. Giorgio Vasari en Gian Paolo Lomazzo namen beschrijvingen ervan op in hun werk. Andrea Palladio bracht een bezoek en spaarde geen lof in zijn Vier boeken van de architectuur (1570). Ook Itō Mancio en zijn Japanse delegatie naar Italië deden het huis in 1585 aan. De straatnaam werd gewijzigd van Contrada Moroni naar Contrada Aretino, om Leoni te eren, en vervolgens naar Contrada degli Omenoni. 
Na Leone Leoni kwam het huis in het bezit van zijn zoon Pompeo Leoni en vervolgens van diens schoonzoon Polidoro Calchi. De Calchi werden als eigenaars opgevolgd door de families Belgioioso, Pozzi en Besana. In de twintigste eeuw was het de zetel van achtereenvolgens de muziekfirma Casa Ricordi, de herenclub Clubino (1928) en de Federazione Fascista (1932). Piero Portaluppi verbouwde in 1929 de binnenkoer en het interieur. Later was er een theater.

## Beschrijving
Het algemene gevelschema volgt de trend gezet door het Palazzo Caprini van Bramante: het gelijkvloers uit bruutwerk vormt een sokkel voor de piano nobile erboven, gedecoreerd met halfzuilen. Leoni koos voor de Ionische orde en liet de zuilen terugwijken zoals in Michelangelo's vestibule van de Laurenziana. Ze strekken zich uit over de piano nobile en de mezzanine op de tweede verdieping. Boven de kroonlijst is in de negentiende eeuw nog een extra verdieping toegevoegd. Andere aanpassingen aan de gevel waren het creëren van twee balkons met ijzeren balustrades en deuren. Ook de centrale stenen balustrade werd vervangen door een ijzeren exemplaar en de twee halfnaakten vrouwelijke hermen verdwenen.  
Het gelijkvloers telt zes kolossale gevelbeelden. Zes ervan stellen onderworpen "barbaren" voor: elk beeld is geïndividualiseerd en expressief. Ze zijn als het ware opgehangen aan de Toscaanse pilasters en hebben geen dragende functie, waardoor het feitelijk niet juist is te spreken van atlanten. Het zijn hermen, of eigenlijk termen, die aan de knieën zijn afgesneden. De god Terminus was een symbool van de stoïcijnen. Hun twee halflijvige collega's aan weerszijden van de poort buigen vooruit uit de muur. Naakt en met gekruiste armen torsen ze de balkonsteunen op hun rug. Hun bovenlichaam rust op een platform en een console met een mascaron van een leeuwenkop. 
Het fries op de tweede verdieping bevat een hoogreliëf van twee leeuwen die een sater aanvallen. De sater valt achterover en grijpt zich vergeefs vast aan het entablement, zijn hoofd bengelend in het pediment van het raam eronder. Tijdgenoten zullen hierin het thema herkend hebben van de deugd die de ondeugd overwint, maar onmiskenbaar is ook dat de leeuwen Leoni representeren. Wanneer ze zich vastbijten in de genitaliën van de ondeugd, beletten ze die niet alleen zich voort te planten, maar sturen ze ook een stevige waarschuwing naar al wie Leoni's reputatie zou willen besmeuren. Hij was uitermate eergevoelig en pleegde diverse gewelddaden tijdens zijn leven. 
Leeuwen komen ook terug op de rest van het fries. Een van hen houdt een wiel vast, wat te begrijpen is als Leoni die het rad van fortuin belet in zijn nadeel te draaien. Voorts is een chimaera afgebeeld en verschillende adelaars. Die laatste verwijzen naar de dubbelkoppige adelaar van de Habsburgers, op wier patronage Leoni zich trots en openlijk beriep.
De binnenkoer, aangepast door Piero Portaluppi in 1929, heeft een colonnade met een fries van trigliefen en metopen. Van die laatste zijn er slechts tien bewaard. Ze tonen emblemen van sculptuur, goudsmeedwerk, architectuur en muziek, alsook meer obscure symbolen, misschien van artistieke inspiratie en fortuin. Die laatste zijn afgeleid van Andrea Alciato.

## Voetnoten
1. ↑  Helmstutler 2011, p. 56
2. ↑  Helmstutler 2011, p. 58
3. ↑  Mezzatesta 1985, p. 245-246
4. ↑  Helmstutler 2011, p. 160
5. ↑  Mezzatesta 1985, p. 248

- Virtual International Authority File: 241230755